# Simfonia núm. 4 (Kabalevski)
La simfonia núm. 4 en do menor, op. 54, és una simfonia composta per Dmitri Kabalevski entre 1955 i 1956. El temps de reproducció és d'uns 41 minuts. Es va estrenar a la Gran Sala del Conservatori de Moscou el 17 d'octubre de 1956, sota la direcció de Samuïl Samossud.

## Moviments
- 1r Moviment Lento - Allegro molto e con fuoco - Doppio meno mosso - Con fuoco (Poco Più moso del Tempo I)
- 2n moviment llarg (ma rubato)
- 3r Moviment Allegreto capriccioso e con moto - Più moso - Presto assai
- Quart Moviment Final: Sostenuto assai - Allegro molto ed energico - Presto

## Representacions
Posteriorment, el compositor va dirigir la simfonia a Moscou, Leningrad, Sverdlovsk, Kíev, Kishinev, Lviv i Voronezh. L'any 1957 l'estrena nord-americana va ser a càrrec de la Filharmònica de Nova York sota la direcció de Dimitri Mitropoulos al Carnegie Hall de Nova York.

## Anàlisi musical
Kabalevski va escriure sobre la seva simfonia: «La Simfonia no té programa... Crec que un compositor sempre ha d'aspirar a ser entès per l'oient sense elucidacions auxiliars... Espero que el principi bàsic i les idees més essencials de la meva simfonia s'entendrà sense cap explicació especial».
Després d'una breu introducció, el primer moviment presenta un tema rus, que es desenvolupa després en instruments de vent-fusta. En el segon moviment, un fagot solista presenta un tema a l'estil d'⁣una cançó popular russa, que es desenvolupa mentre canvia de forma en un moviment semblant a una marxa fúnebre. El tercer moviment és un scherzo fantàstic. En el 4t moviment, després d'una breu introducció, apareixen el 1r tema i el 2n tema, però a la darrera meitat, el tema semblant a la marxa es desenvolupa en fuga, i el tema del 1r moviment s'apunta i s'acaba en do major.

## Instrumentació
La instrumentació és estàndard per a una gran orquestra simfònica: tres instruments de vent fusta, quatre trompes, tres trompetes, tres trombons, tuba, timbals, percussió (incloent el xilòfon), arpa, piano i les
cordes habituals.